# 6171 Uttorp
6171 Uttorp è un asteroide della fascia principale. Scoperto nel 1981, presenta un'orbita caratterizzata da un semiasse maggiore pari a 2,2154911 UA e da un'eccentricità di 0,1001279, inclinata di 3,04039° rispetto all'eclittica.
L'asteroide è dedicato all'omonima località svedese utilizzata per le osservazioni dal Karlskrona Astronomiförening.